# Dylan Laube
Dylan Laube (Westhampton, 14 dicembre 1999) è un giocatore di football americano statunitense che milita nel ruolo di running back per i Las Vegas Raiders della National Football League (NFL). Al college ha giocato per New Hampshire.

## Carriera universitaria
Laube, originario di Westhampton nello Stato di New York, cominciò a giocare a football nella locale Westhampton Beach High School, dove totalizzò in carriera 120 touchdown, compreso un record nell'ultima anno di 47 segnatura, aiutando la squadra a vincere il primo campionato della sua storia.
Conclusa la scuola superiore, per il college football Laube ricevette la sola offerta di borsa di studio da parte dell'Università del New Hampshire che accettò, andando a giocare con i Wildcats che militano nella Coastal Atletic Association (CAA) della secondaria Football Championship Subdivision (FBS) della NCAA.
Nel suo primo anno con i Wildcats, nel 2018, Laube fu redshirt, ossia poteva allenarsi con la squadra ma non disputare partite ufficiali. La stagione seguente invece Laube disputò dieci gare totalizzando 63 corse per 285 yard più 28 ricezioni per 412 yard e ritornando 29 kickoff per 675 yard, per un totale di 1.372 yard e segnando complessivamente cinque touchdown. Nel 2021 Laube totalizzò 79 corse per 501 yard con quattro touchdown e 22 ricezioni per 203 yard e un altro touchdown. Nel 2022 corse per 1.205 yard più altre 464 yard su ricezione e segnò complessivamente 17 touchdown, ricevendo a fine stagione sette riconoscimenti All-America. Nel 2023, eletto capitano della squadra, corse per 715 yard e ricevuto 699 yard con 18 touchdown totali segnati, ricevendo altri riconoscimenti All-America. Risultò leader della FCS nel 2022 e nel 2023 per media di yard totali guadagnate in partita.
Al termine della stagione 2023 Laube annunciò di voler passare tra i professionisti e di candidarsi quindi al successivo draft NFL. Fu invitato a partecipare all'East–West Shrine Bowl e al Senior Bowl, entrambe partite organizzate per dar modo ai selezionatori della NFL di visionare i migliori prospetti uscenti dal college, e fu uno dei 15 giocatori provenienti dalla FCS a partecipare alla NFL Scouting Combine.
Premi e riconoscimenti
- Second-Team All-CAA (2022)

## Carriera professionistica

### Las Vegas Raiders
Laube fu scelto nel corso del sesto giro (208ª scelta assoluta) del Draft NFL 2024 dai Las Vegas Raiders. Il 9 maggio 2024 Laube firmò il suo contratto da rookie: un accordo quadriennale da 4,17 milioni di dollari, di cui 155.000 dollari garantiti alla firma.
Dopo non aver partecipato alle prime due gare stagionali, fece il suo debutto da professionista nella gara del terzo turno, la vittoria 20-16 contro i Cleveland Browns, dove però non fece nessuna corsa. La sua prima corsa la fece nella gara del sesto turno, la sconfitta 13-32 contro i Pittsburgh Steelers, corsa con cui però non guadagnò yard e soprattutto, su un contrasto di T.J. Watt, fece un fumble perdendo la palla poi recuperata dagli avversari. Questa rimase l'unica sua azione della gara.